# Nuestra Señora de la Coronada

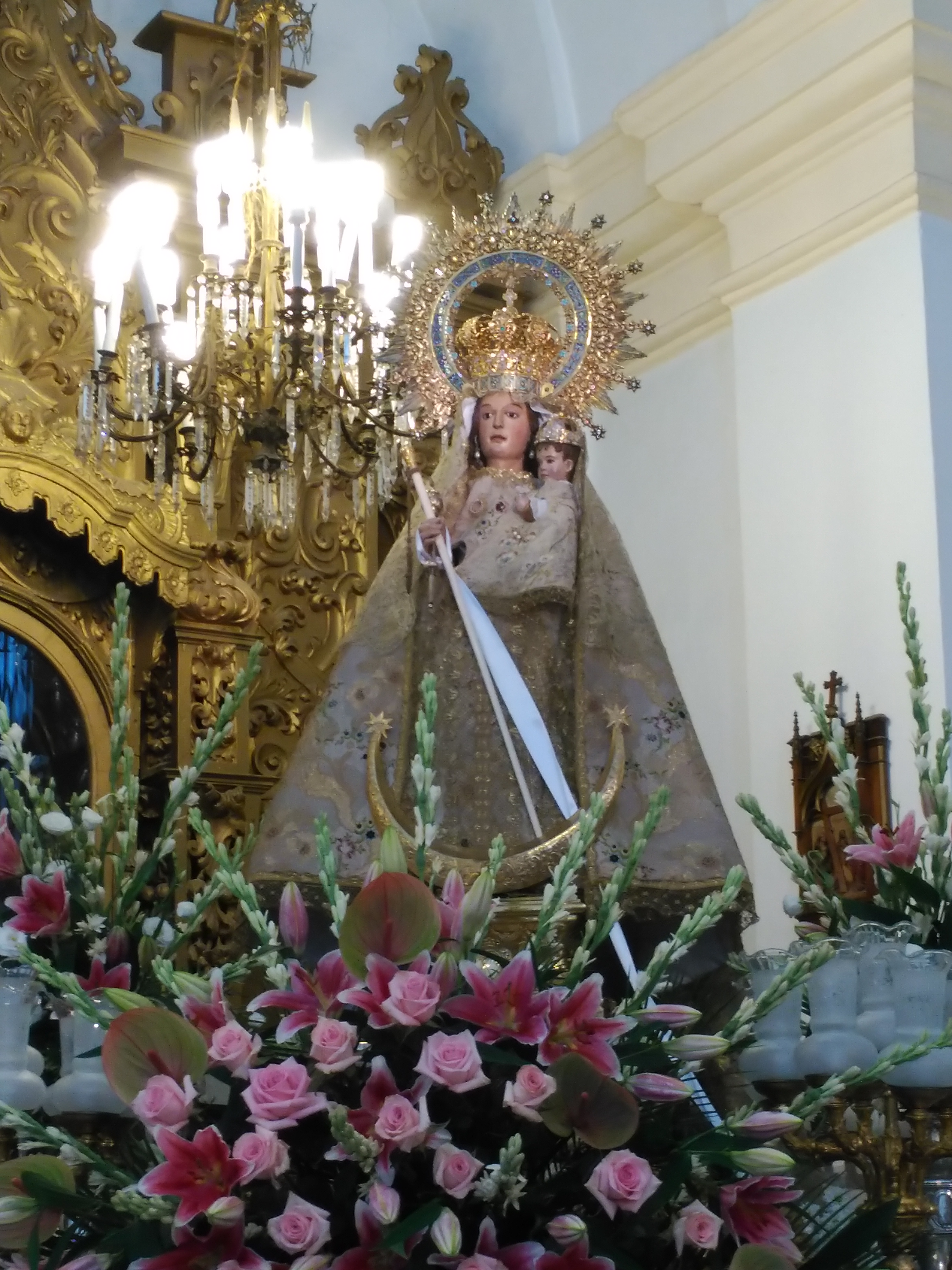
La Virgen de la Coronada en su paso el 8 de septiembre

Nuestra Señora de la Coronada o Virgen de la Coronada es una advocación mariana, patrona de la localidad de Villafranca de los Barros (Badajoz, España) y de los Viñedos. Su festividad se celebra el 8 de septiembre, día de la Natividad de la Virgen María. 

## Origen de la imagen
El origen de la imagen de Nuestra Señora de la Coronada es desconocido, ya que no existe ningún tipo de documentación histórica que lo certifique. En cambio, existen varias leyendas que atribuyen la llegada de la talla gracias a la aparición milagrosa de la Virgen. Según una de estas leyendas, un campesino de Villafranca, encontró en el campo una "muñeca" que recogió para regalársela a su hija. Sin embargo, cuando llegó a casa, la muñeca había desaparecido. El día siguiente la volvió a encontrar en el mismo lugar, al repetirse el mismo acontecimiento que el día anterior se percató que era una imagen de la Virgen María. El campesino, junto con el resto de vecinos del pueblo, decidieron construirle una pequeña capilla a la imagen.
Evidentemente, estas historias son relatos orales que se van transmitiendo de generación en generación, al igual que ocurre con otras advocaciones, sin ningún fundamento histórico. Las primeras referencias documentales a la Virgen de la Coronada se encuentran en los Libros de Visita de la Orden de Santiago. En 1494 ya hay constancia de una pequeña capilla dedicada a la Virgen. Su estado de ruina era total, y el Prior de San Marcos de León manda derribarla y construir una nueva. En 1550 el nuevo templo ya estaba terminado, al igual que el retablo de la capilla mayor. En el Libro de Visitas de 1575 se hace constar que la imagen de Nuestra Señora ha sido sustituida por una (la que actualmente se conserva) de bulto redondo, policromada y estofada en dorado.

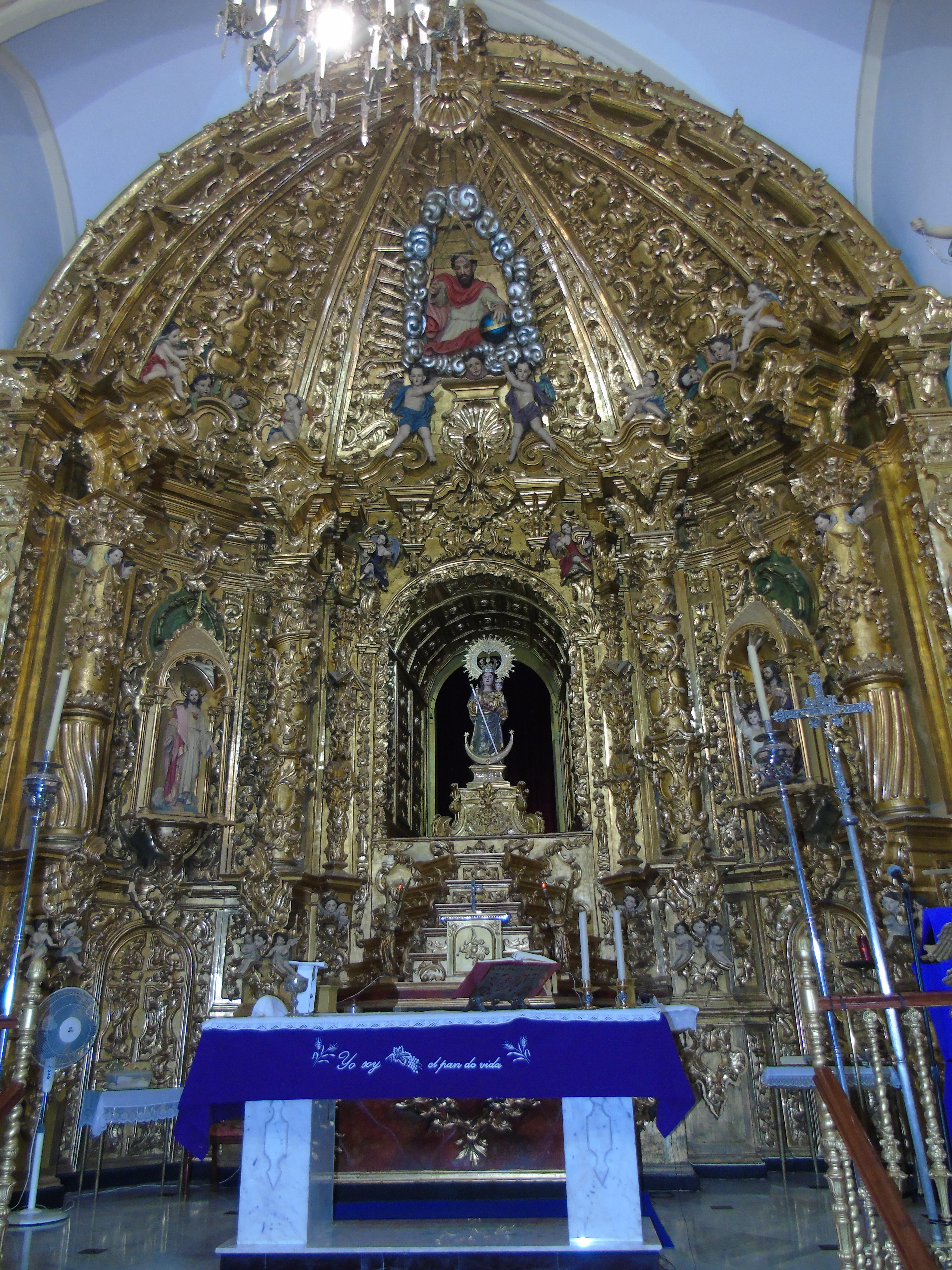
Retablo Mayor del Santuario de Nuestra Señora de la Coronada

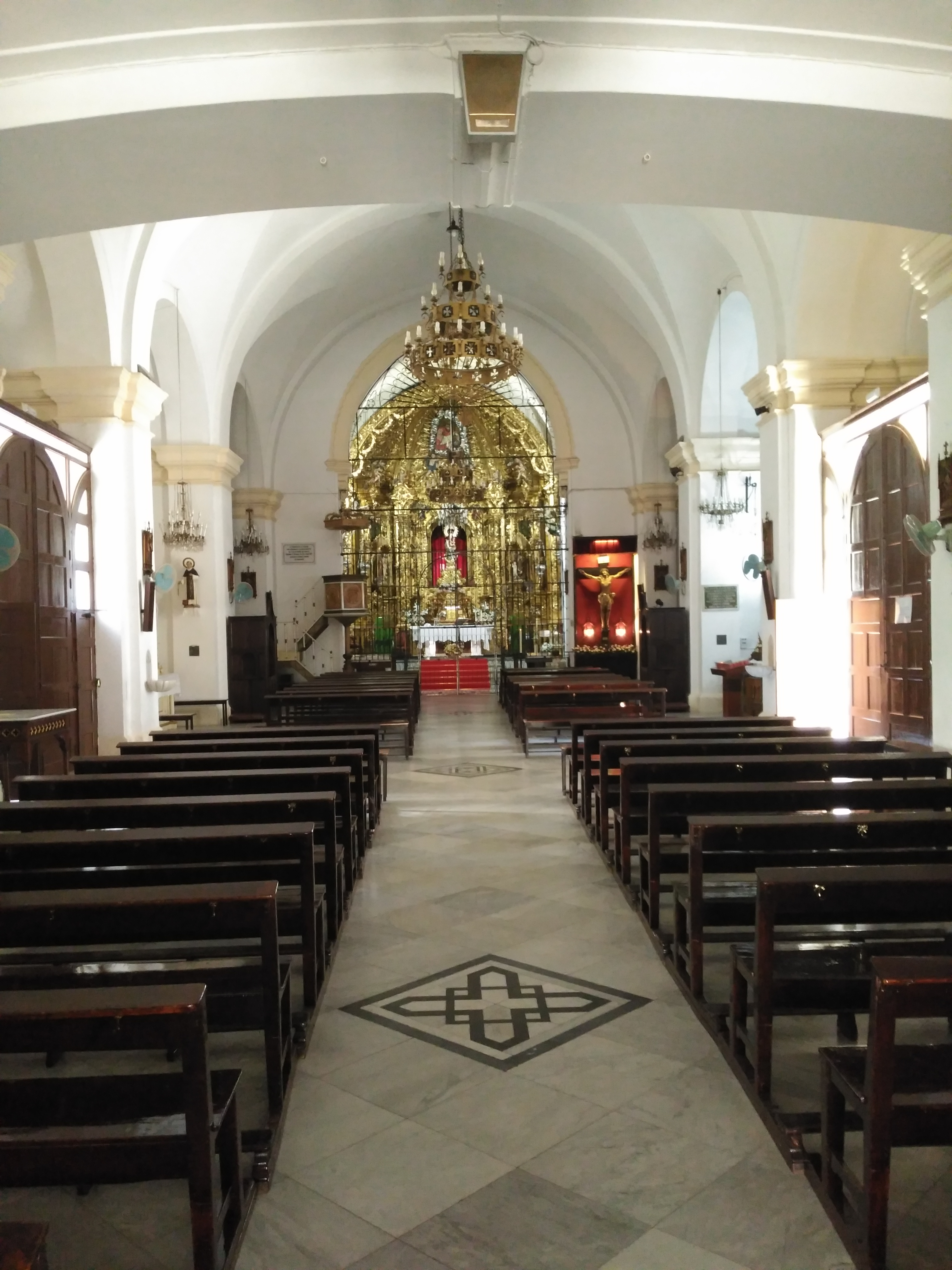
Interior del Santuario de la Virgen de la Coronada

## La devoción a la Virgen de la Coronada
Durante todo el siglo XVII el auge a la Virgen no para de crecer, hasta considerarla una imagen milagrosa. Este carácter milagroso se manifiesta de gran manera en el conocido Milagro de las Campanas de 1665 ya que la propia reina regente, Mariana de Austria, ordena una investigación sobre el suceso. Ya a mediados del siglo XVIII el concejo de la villa decide reformar el templo sustituyendo las tres naves originales por solo una cubierta con bóveda de cañón. Es también durante estos años cuando se construye el camarín de la Virgen y el actual retablo mayor.
En el trascurso de la Guerra de la Independencia el templo sufre varios destrozos de mano de las tropas francesas, perdiendo una parte de sus bienes. A mediados del XIX se realizan las últimas mejoras al templo como por ejemplo la construcción del actual coro y se realiza la compra del gran órgano barroco de estilo pombalino que lo preside.

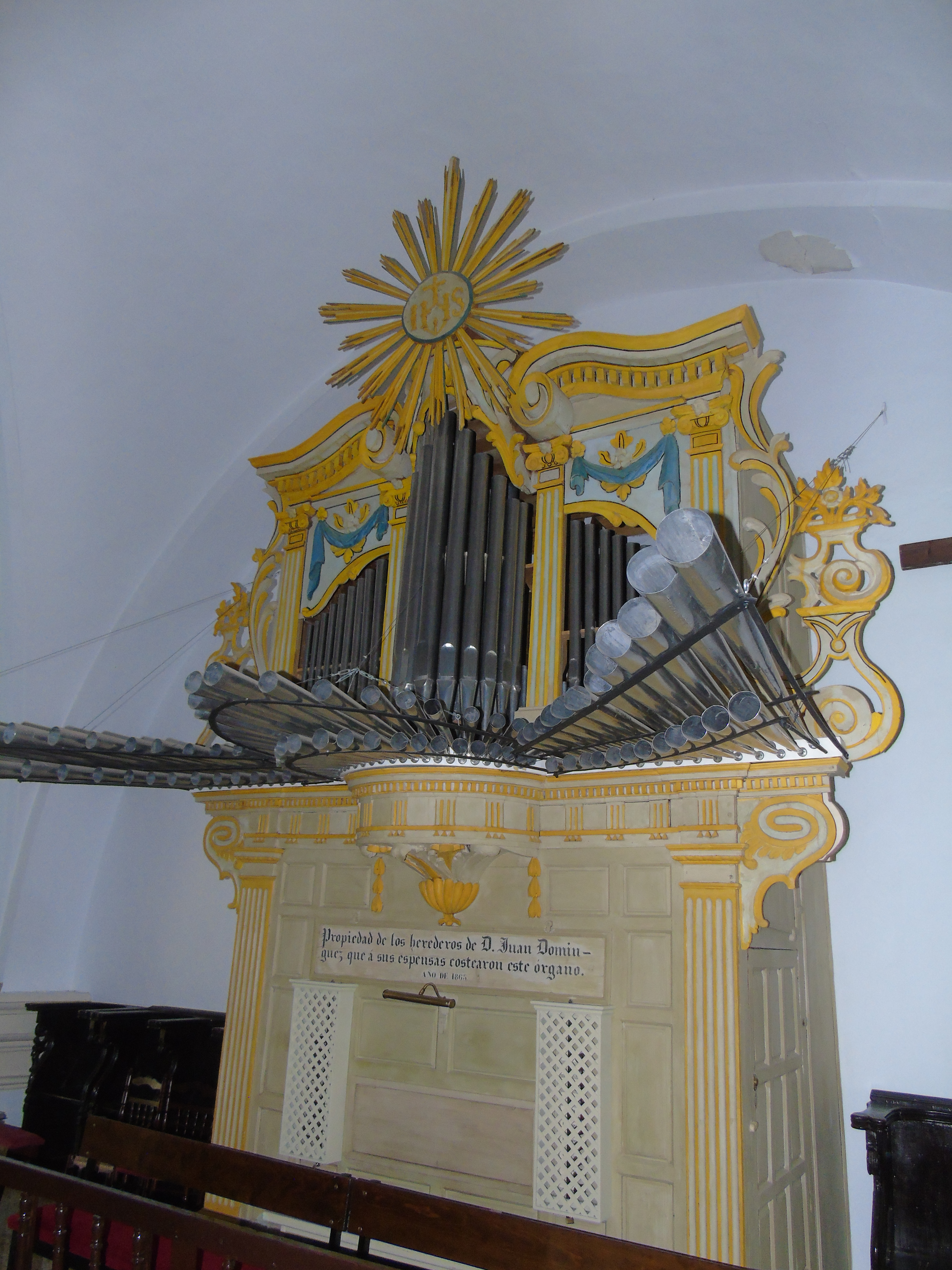
Órgano barroco del Santuario de Nuestra Señora de la Coronada

Ya en el siglo XX, el 7 de octubre de 1951 fue la coronación canónica de la Virgen de la mano del Obispo de Badajoz, don José María Alcaraz. Al acto también acudieron el obispo de Plasencia, el Gobernador Militar, el presidente de la Diputación, procuradores a Cortes, canónigos de la Catedral de Badajoz y todo el pueblo de Villafranca. La corona de la Virgen, junto con la del Niño, fueron elaboradas en los Talleres Granda de Madrid gracias a las aportaciones de todos los vecinos de la localidad.
| Villafranca también tiene Reina que es la Coronada Madre Celestial. Y por eso los hijos de España la llámanos Madre Madre Celestial. |
| --- |

En el año 2014, por mediación de la Asociación de Vecinos "Virgen Coronada", del párroco de Santa María del Valle de Villafranca y la Hermandad de la Virgen, el arzobispo de Mérida-Badajoz, concedió el título de Patrona de los Viñedos a la Virgen de la Coronada de Villafranca.

## Himno a la Virgen de la Coronada
| En toda la Extremadura es Villafranca admirada porque tiene por patrona a la Virgen Coronada. Esa Madre es mi embeleso mi amor, mi dicha, mi encanto y la quiero tanto, tanto que no lo puedo expresar. Eres Virgen Coronada de Villafranca la gloria en las luchas de la vida Tú nos darás la victoria. Brame de rabia el infierno ruja tus plantas Satán que de todos Madre mía contigo hemos de triunfar. Virgen de la Coronada de Villafranca consuelo, para contemplar Tu rostro llévanos contigo al cielo. Viva Villafranca ilustre y viva su Coronada que es la Madre aquí en la tierra de sus hijos más amada. |
| --- |

## Himno plegaria a Nuestra Señora de la Coronada
| Reina y Madre, la Fe de nuestro amor te ensalza en armonías de alboradas. Reina y Madre, recibe el corazón que eleva a las alturas de tu cielo el cantar que a su Madre Coronada siente latir el alma de tu pueblo. Aún alienta Tu luz en nuestra historia y engalana tu flor nuestro camino. Tú has tejido con besos el destino que hoy se torna en triunfo de tu gloria. Reina y Madre, la Fe de nuestro amor te ensalza en armonías de alboradas. Reina y Madre, recibe el corazón que eleva a las alturas de tu cielo el cantar que a su Madre Coronada siente latir el alma de tu pueblo. Letra del Sr. Ángel Martín Sarmiento, C.M.F. Música del R.P. Joaquín Moria Alonso, C.M.F. |
| --- |

## Galería

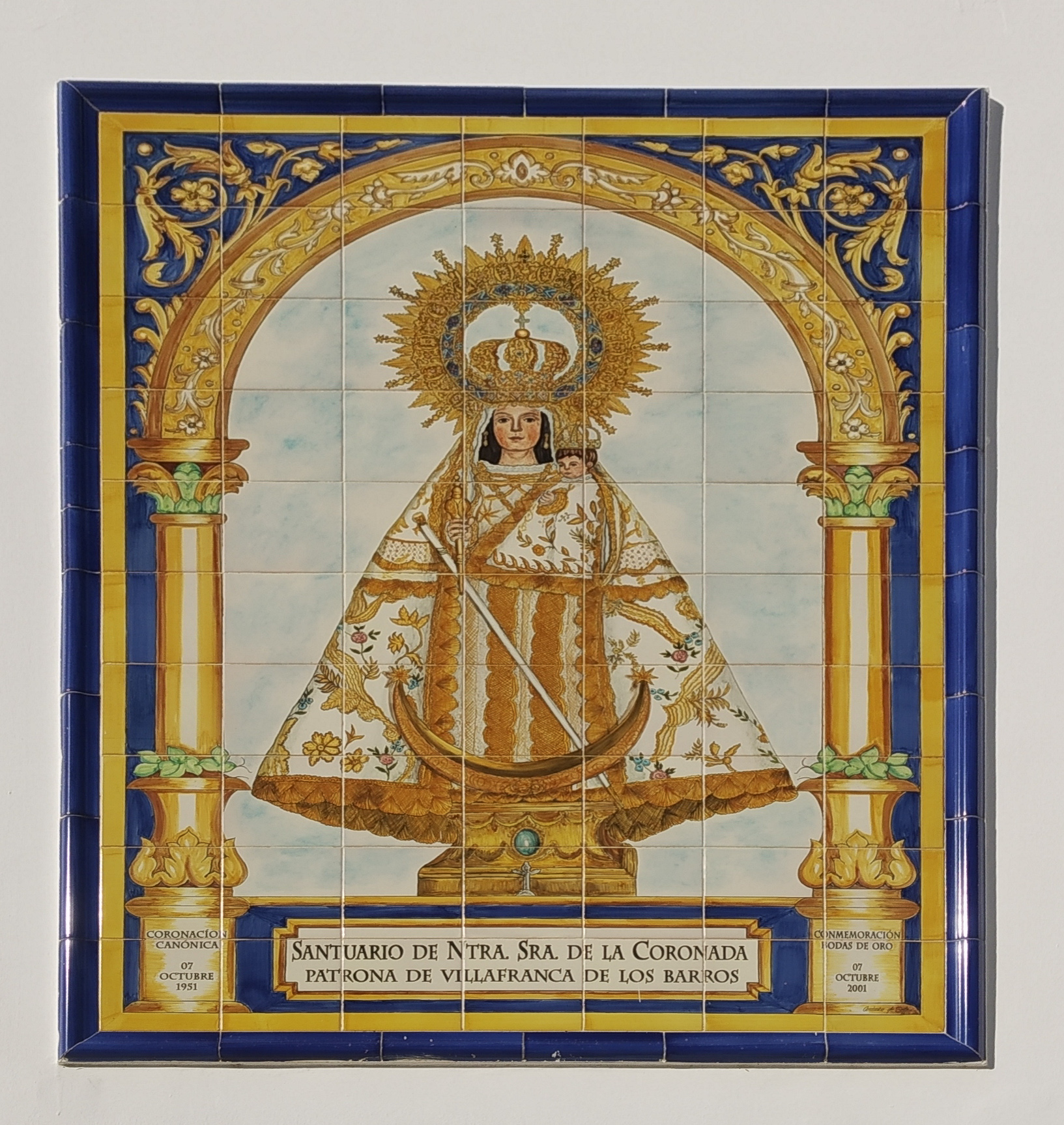
Azulejo conmemorativo del 50º aniversario de la Coronación Canónica (1951-2001)
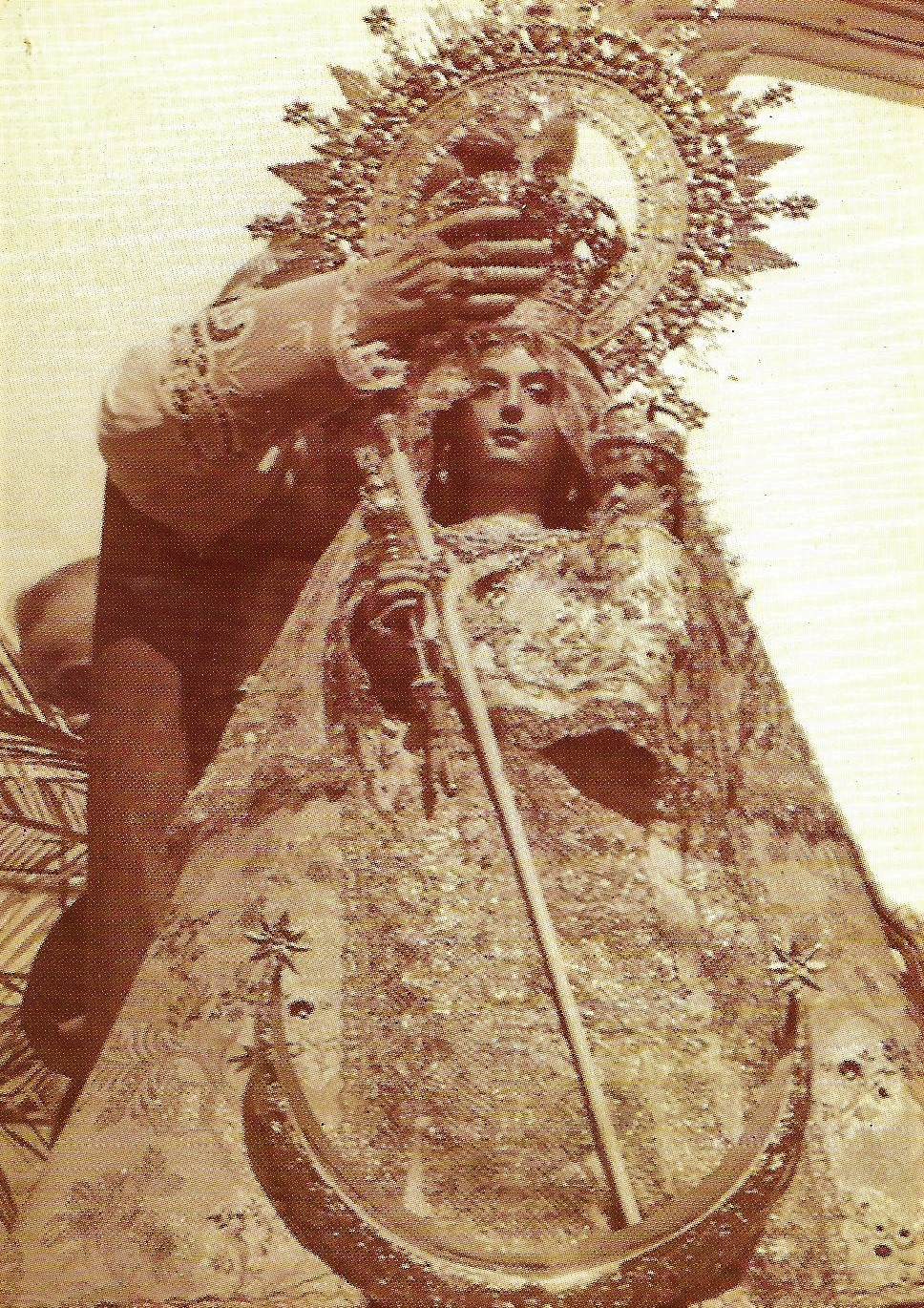
Coronación canónica de Nuestra Señora de la Coronada por el Obispo de Badajoz el 7 de octubre de 1951.
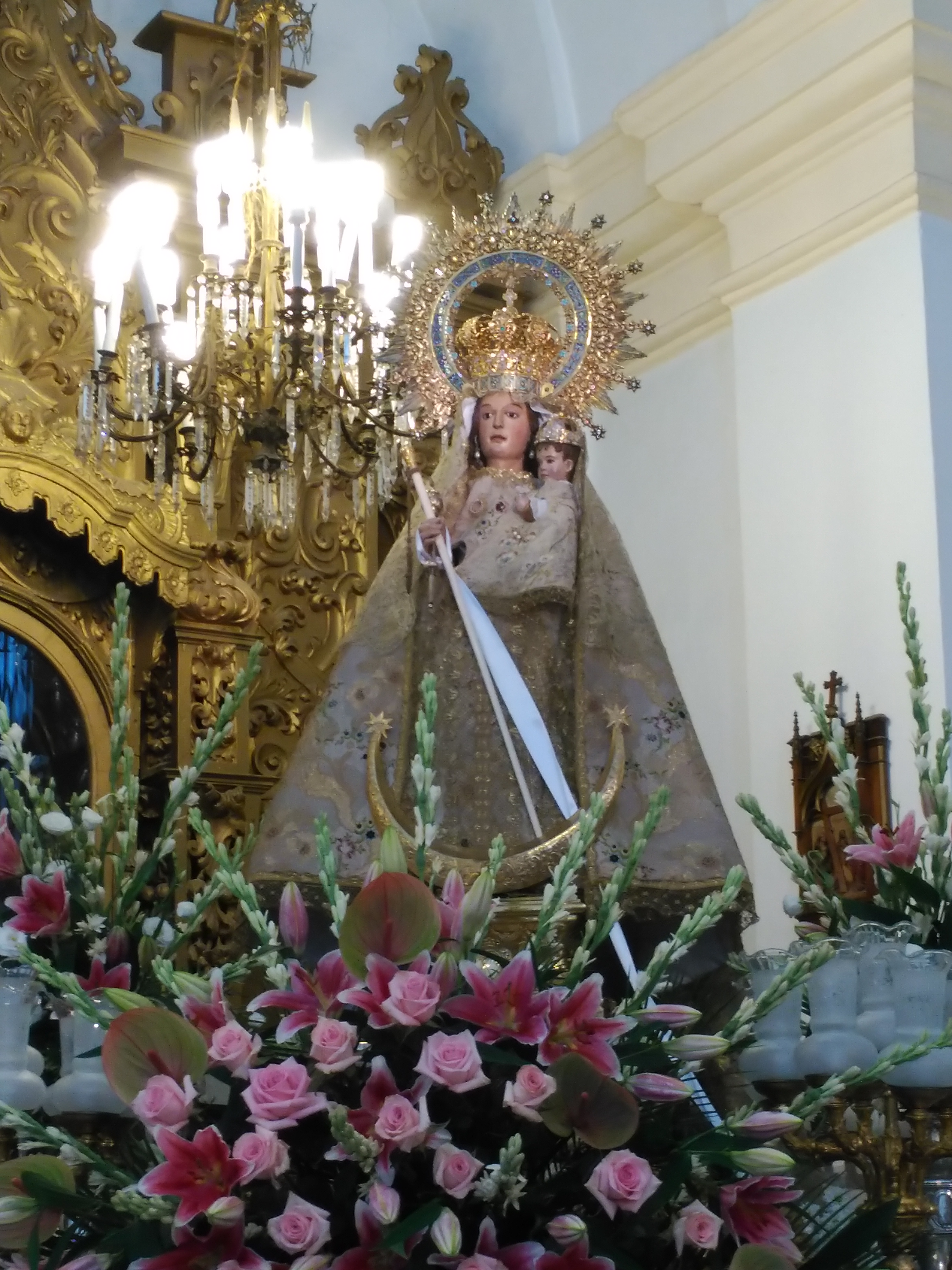
Nuestra Señora de la Coronada
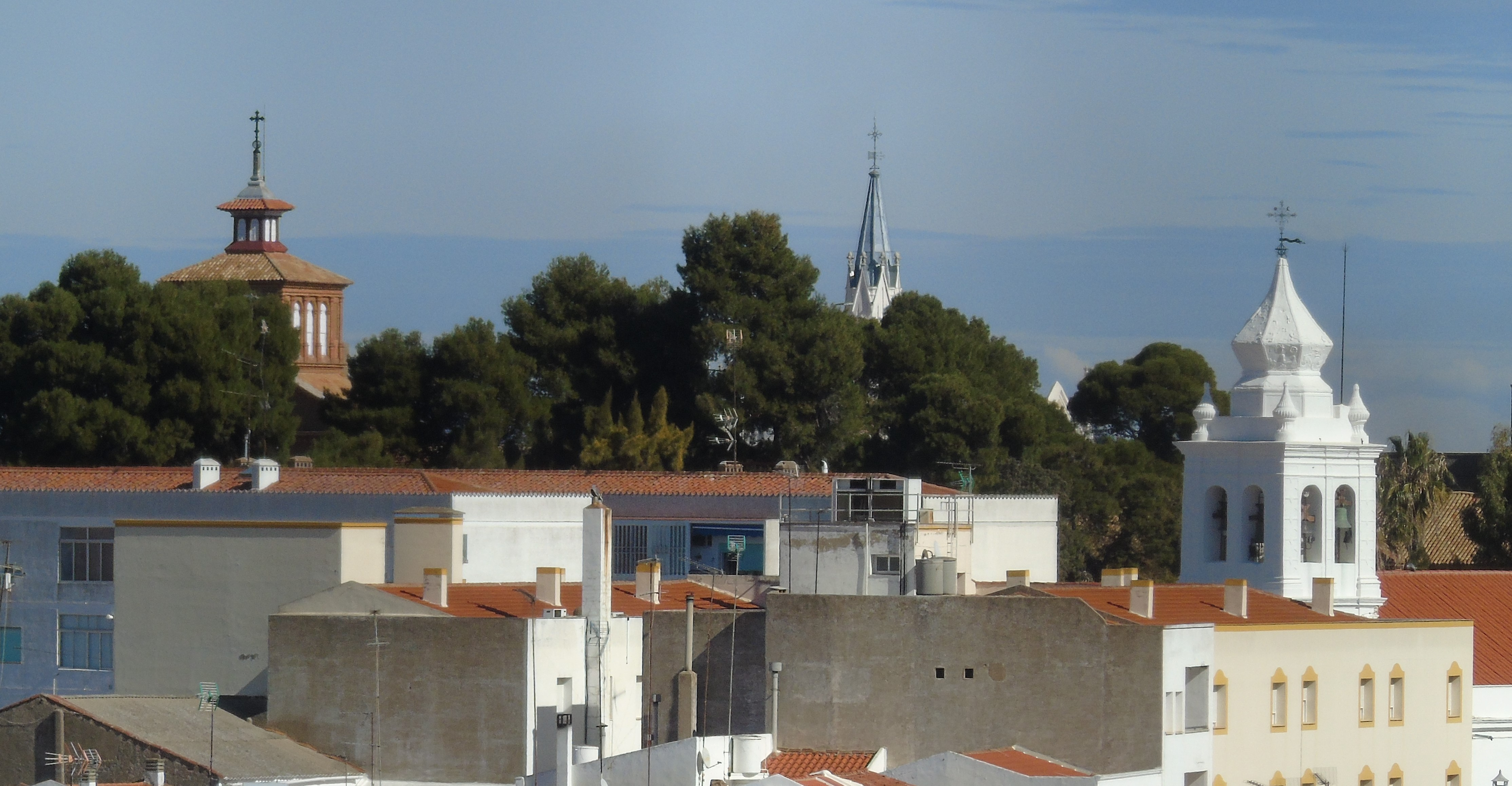
Vista del campanario del Santuario y el Colegio San José de Villafranca
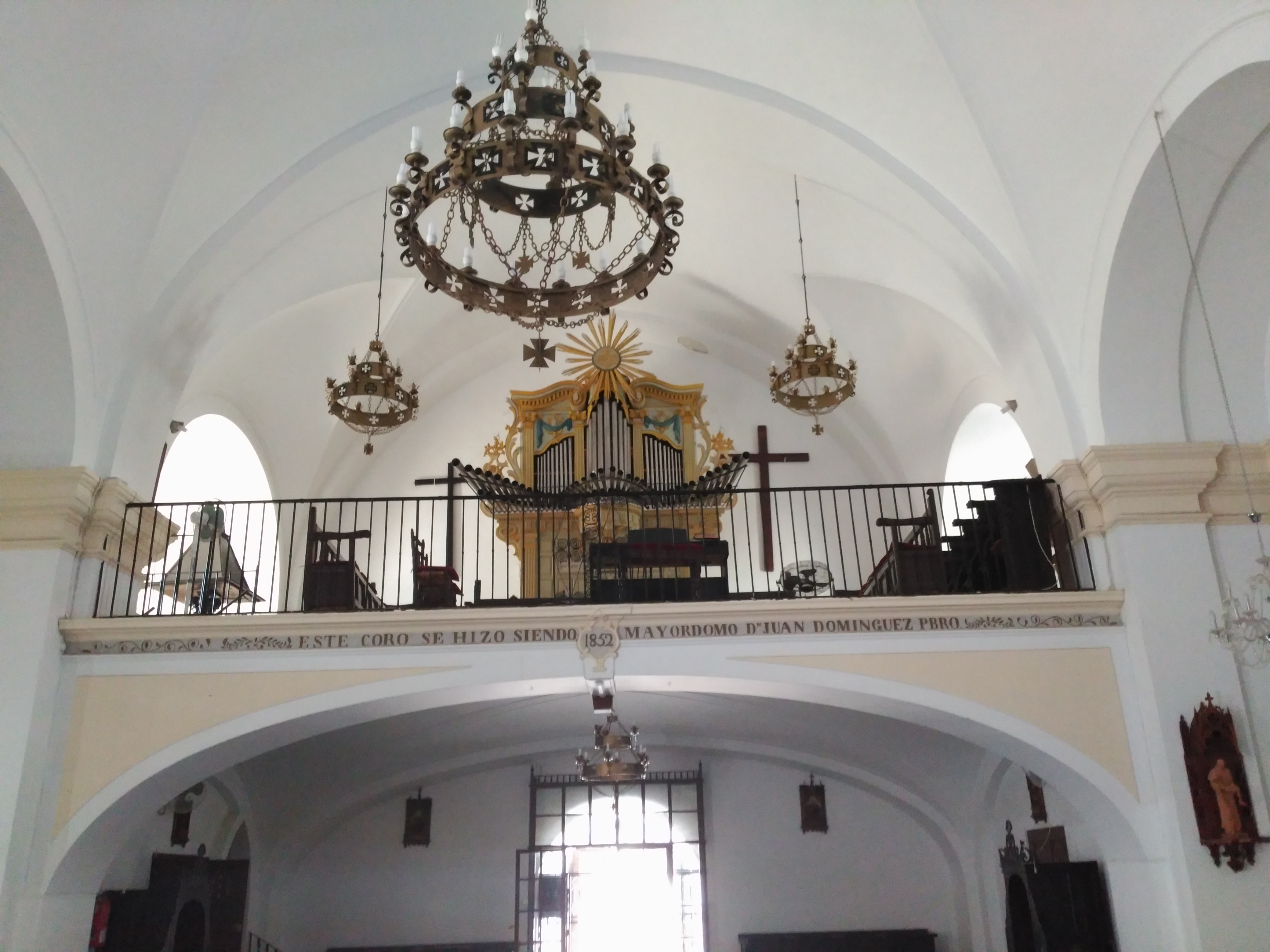
Coro del Santuario de la Virgen de la Coronada
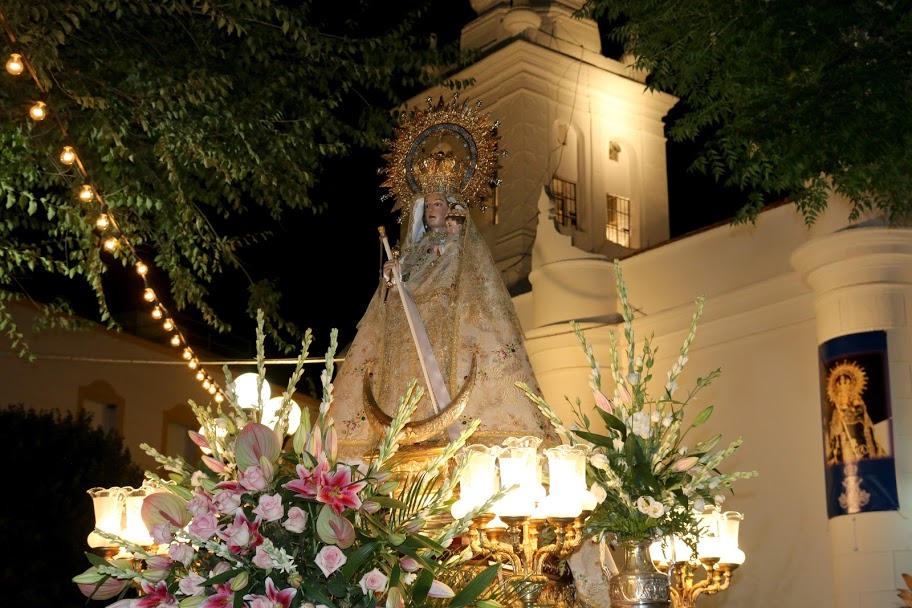
Velá de la Virgen de la Coronada el 8 de septiembre